# خشونت علیه افراد ال‌جی‌بی‌تی
افراد همجنسگرایی زنانه، همجنسگرایی مردانه، دوجنس گرا و تراجنسیتی می‌توانند در معرض خشونت جنسی قرار بگیرند که نشات گرفته از افکار تنفرانگیز نسبت به هویت یا گرایش جنسی آنهاست. خشونت ممکن است توسط دولت صورت پذیرد، همان‌طوری که در قانون برای کنش‌های همجنس گرایانه تنبیه بدنی تعیین شده‌است. (به قوانین همجنسگراها مراجعه کنید) یا ممکن است توسط افرادی که در ایجاد رعب و وحشت، ازدحام، حمله یا مجازات کردن آنها بدون حکم صورت گیرد. (به حمله به همجنسگرایان مردانه حمله به تراجنسیتی‌ها مراجعه کنید) جنسیت انتخابی افراد می‌تواند روانی یا جسمی باشد و همین امر می‌تواند علتی برای مورد هدف خشونت قرار گرفتن باشد و حتی می‌تواند به قتل فرد نیز منجر شود. این رفتارها ممکن است نشأت گرفته از همجنسگرا هراسی، لزبین هراسی، تراجنس هراسی باشد یا می‌تواند تحت تأثیر تعصبات فرهنگی، مذهبی، سیاسی، یا دیگر تعصبات باشد.
در حال حاضر رفتارهای همجنسگرایانه در اغلب کشورهای عربی قانونی بوده و در بسیاری از این کشورها خشونت علیه دیگر باش‌ها جزو جرایم نفرتی محسوب می‌شود، مذهبی هستند که همجنسگرایی را محکوم و سرزنش می‌کنند، یا اینکه افرادی که همجنسگرایی را نوعی ضعف، بیماری، مادینگی یا عملی غیراخلاقی می‌دانند، مرتکب این خشونت می‌شوند. خارج از غرب، بسیاری از کشورها، خصوصاً کشورهای که دین غالب در آن‌ها اسلام باشد، کشورهای آفریقایی (به استثنای آفریقای جنوبی)، بیشتر کشورهای آسیایی (به استثنای کشورهایی که دگر باشی را قبول دارند مانند اسرائیل، ژاپن، کره جنوبی، تایوان و فیلیپین) و برخی است کشورهایی که سابقاً کمونیسمی بوده در شرق اروپا و آسیای میانه مانند روسیه، لهستان، آلبانی، کوسو، مونته‌نگرو، بوسنی و هرزگوین هنوز هم برای دگرباش‌ها بسیار خطرناک هستند. زیرا تبعیض علیه همجنسگراها که هم قوانین تبعیض آمیز داشته و هم خشونت فیزیکی در آن‌ها صورت پذیر است.
در اروپا، ساختار اجرایی و اصولی حقوق برابر استخدامی در اتحادیه اروپا، حامی افراد در برابر تبعیض جنسیتی است.
بنا به تاریخ، در طول قرون وسطایی و اوایل دوره مدرن، جواز دولتی آزار و اذی همجنسگراها، تنها به همجنسگرایی مذکر یا "لواط " محدود بود و مجازات لواط معمولاً مرگ بود. [نیازمند استناد است] در طول دوران مدرن (از قرن ۱۹ تا اواسط قرن بیستم) در جهان غرب، مجازات معمولاً جریمه شدن یا زندانی شدن بود.
تعداد مکان‌هایی که در آنها همجنسگرایی از سال ۲۰۰۹ غیرقانونی باقی ماند، بسیار کاهش یافته‌است. زمانی که ۸۰ کشور در سر تا سر جهان (خصوصاً در خاورمیانه، آسیای مرکزی، و در بسیاری از کشورهای آفریقایی و حتی همچنین در کارائیب و اقیانوسیه) مجازات همجنسگرایی مرگ بود، تا سال ۲۰۱۶، ۷۲ کشور، روابط جنسی ای که هر دو همجنس و بالغ بوده را مجرم شناخته.

## خشونت مجاز دولتی

### تاریخچه

#### خاورمیانه
قانون اولیه ای علیه روابط جنسی بین مردان در لویتیکوس توسط مردم عبری ثبت شده که مجازات آن مرگ تعیین شده بود. در مواد قانونی اواسط آشوری (۱۰۷۵ قبل از میلاد) قانونی خصمانه در مورد رابطه جنسی بین همجنسگرایان موجود بود که بدین شرح بود: «اگر مردی زمانی که با همسایه اش خوابیده، دستگیر شودو محکوم شوند، آنها می‌توانند با وی خوابیده و او را خواجه کنند.»

#### اروپا
در رم جمهوری‌خواه، لکس اسکانتینیا با سوگند ضعیف، یک مرد بالغ را به خاطر مرتکب شدن به جرم جنسی روی یک مرد زیر سن قانونی، مجازات نمود. مشخص نیست جزای وی مرگ یا جریمه بوده. همچنین این قانون ممکن است برای محاکمه شهروندان مذکر بالغ که مایل به نقش داشتن در فعالیت‌های جنسی با هم جنس هستند، مورد استفاده قرار گیرد، اما پیگیری قانونی به ندرت ثبت گردیده و مقررات قانون مبهم می‌باشد.